# Tramwaje w Kemerowie
Tramwaje w Kemerowie − system komunikacji tramwajowej działający w rosyjskim mieście Kemerowo.
Tramwaje w Kemerowie uruchomiono 1 maja 1940 r. Po II wojnie światowej tramwaje docierały niemal do każdej części miasta. Najnowszą inwestycją była budowa w 2006 r. mostu Kuźnieckiego który zastąpił, w tym samym miejscu, stary most Komunalny. Na prawym brzegu rzeki Tom wybudowano bezkolizyjny zjazd ze środkowego pasa na prawą stronę ulicy. 

## Linie
W czerwcu 2018 r. w Kemerowie działało 5 linii tramwajowych:
| Linia | Przystanek początkowy | Przystanek końcowy  | Liczba przystanków | Długość, km | Czas przejazdu, min |       |
| ----- | --------------------- | ------------------- | ------------------ | ----------- | ------------------- | ----- |
| 1     | KCHZ                  | Wodolej             | 24                 | 11,1        | ~ 44                | [ 2 ] |
| 3     | TEC Kirowskogo        | Ż/d wokzał          | 18                 | 11,3        | ~ 40                | [ 3 ] |
| 5     | KEMZ                  | pos. Jużnyj         | 21                 | 10,4        | ~ 37                | [ 4 ] |
| 8     | KEMZ                  | KOAO AZOT           | 17                 | 9,3         | ~ 27                | [ 5 ] |
| 10    | Ż/d wokzał            | Szachta Siewiernaja | 25                 | 14          | ~ 42                | [ 6 ] |

## Tabor
W czerwcu 2018 r. podstawę taboru tramwajowego stanowiły wagony KTM-5 i KTM-19KT, ogółem w mieście eksploatowano 78 wagonów:
| Zdjęcie                            | Typ                                | przewóz osób na wózkach            | Liczba |
| ---------------------------------- | ---------------------------------- | ---------------------------------- | ------ |
|                                    | KTM-5                              |                                    | 25     |
|                                    | KTM-19KT                           |                                    | 35     |
|                                    | KTM-8KM                            |                                    | 1      |
|                                    | LM-99AEN                           |                                    | 6      |
|                                    | KTM-5A                             |                                    | 3      |
|                                    | KTM-5RM2                           |                                    | 2      |
|                                    | KTM-19K                            |                                    | 1      |
|                                    | AKSM-60102                         |                                    | 8      |
|                                    | AKSM-62103                         | przewóz osób na wózkach            | 1      |
| Łączna liczba:                     | Łączna liczba:                     | Łączna liczba:                     | 78     |
| Udział tramwajów niskopodłogowych: | Udział tramwajów niskopodłogowych: | Udział tramwajów niskopodłogowych: | 1,28%  |

Tramwaje KTM-5RM2 (2 sztuki o nr 109 i 222) to zmodernizowane tramwaje KTM-5 odpowiednio w 2004 i 2005. W lipcu 2011 otrzymano pierwszy wagon typu AKSM-60102. 